# Ниязбеков, Улан Омоканович
Улан Омоканович Ниязбеков (кирг. Улан Омоканович Ниязбеков; род. 28 августа 1975, Грозное, Кировский район) — киргизский государственный и военный деятель. Министр внутренних дел Киргизской Республики с 14 октября 2020 года.

## Биография

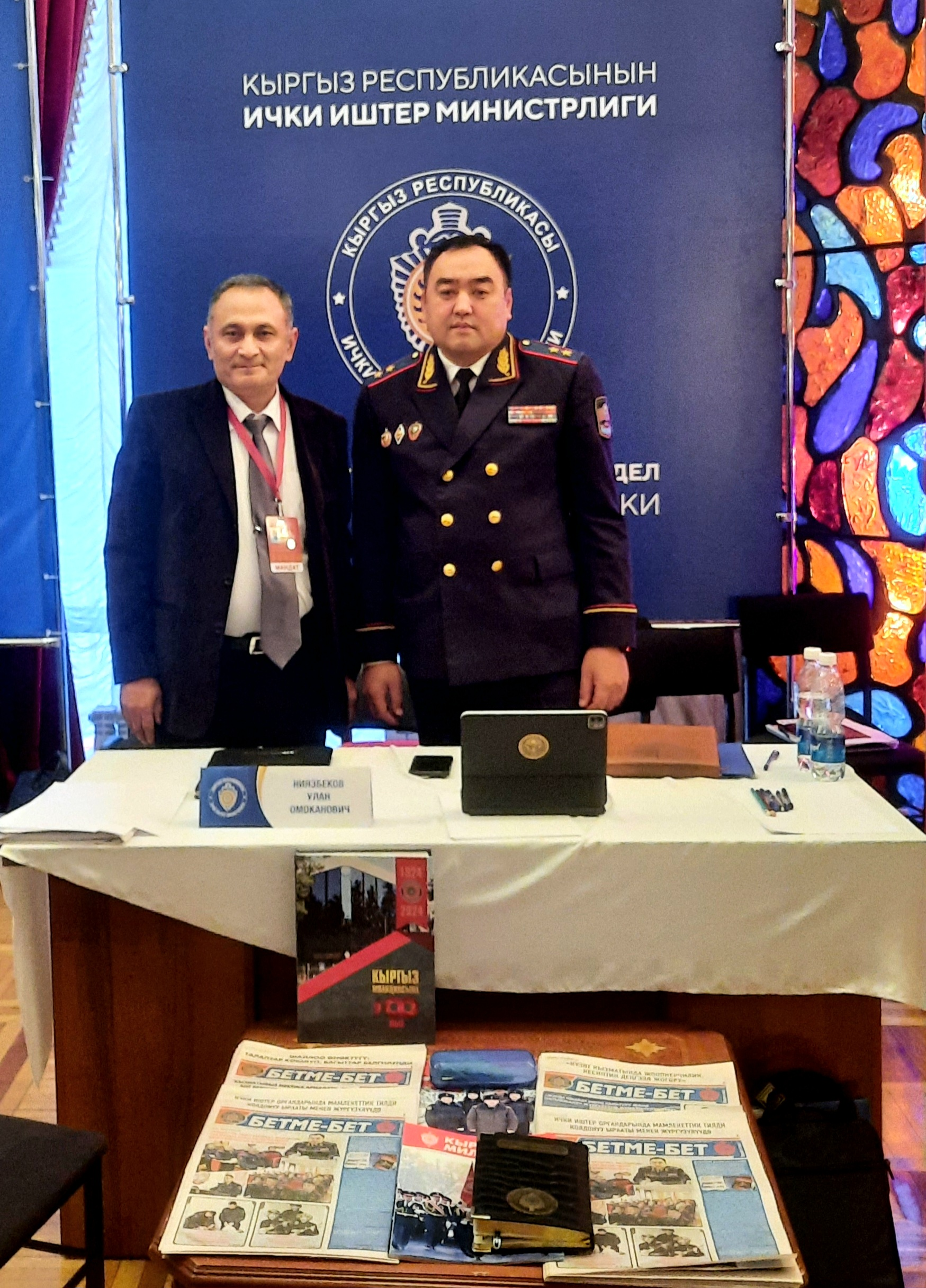
Министр внутренних дел Кыргызстана Улан Ниязбеков осуществляет приём депутата Ошского городского Кенеша Дилмурада Рахманова

Улан Ниязбеков родился 28 августа 1975 года в селе Аманбаево Кировского района (ныне Кара-Бууринский район) Таласской области. В 2003 году окончил юридический факультет Киргизского государственного университет им. 50-летия СССР (ныне Киргизский национальный университет имени Жусупа Баласагына). По специальности юрист.
В 1993—1994 годы служил в рядах Вооружённых сил Кыргызстана. В правоохранительных органах начал работать с 1998 года в должности оперативного сотрудника управления Финансовой полиции по Аламудунскому и Ысык-Атинскому районам Чуйской области. Затем находился в должности начальника отдела Финансовой полиции в Чуйской и Таласской областях.
С 2008 года начал службу в органах внутренних дел. Работал в отделах общественной безопасности УВД Баткенской области и УВД г. Бишкек.
В 2010 году назначен помощником министра внутренних дел, в 2011 году — начальником финансово-хозяйственного управления МВД. Позже являлся заместителем начальника 7-го управления МВД.
В 2014 году Улан Ниязбеков покинул правоохранительные органы, а в 2015 году баллотировался в Жогорку Кенеш по списку партии «Ата-Мекен».
11 октября 2020 года премьер-министр Кыргызстана Садыр Жапаров подписал распоряжение о назначении на пост министра внутренних дел Киргизской Республики Улана Ниязбекова. 3 февраля 2021 года вновь назначен главой МВД в правительстве, возглавляемым Улукбеком Мариповым.

## Скандалы
В 2012 году произошёл спор Улана Ниязбекова с местным бизнесменом Алексеем Гавриловым. Последний в своё время написал заявление в Государственный комитет национальной безопасности (ГКНБ) и Генеральную прокуратуру, пожаловавшись, что Ниязбеков, когда был помощником министра внутренних дел, ранее угрожал ему. Гаврилов тогда указал, что Улан вёл совместный бизнес с неким Саидом Иралиевым, который считался приближённым вора в законе Камчы Кольбаева. По словам предпринимателя, он тогда купил у двух бизнесменов 5 грузовиков за 155 тыс. долларов, но Улан Ниязбеков потребовал дополнительную сумму, а потому отобрал три грузовика. В то же время было сообщено, что эти транспортные единицы находились на балансе финансово-хозяйственного управления. Генеральная прокуратура после изучения данного дела, сообщила, что нарушений закона не было. Позже Алексей Гаврилов в своём обращении СМИ рассказал, что получил все грузовики, но при этом ему продолжают поступать угрозы.

## Награды
- Почётная грамота Правительства Кыргызской Республики (2017 год)[7].